# Imprimatur (romanzo)
Imprimatur è il primo romanzo scritto da Rita Monaldi e Francesco Sorti, edito da Mondadori per la prima volta nel 2002; è stato tradotto in 20 lingue straniere e pubblicato in 45 paesi. In Italia arrivò alla quarta posizione tra i più venduti nella settimana secondo la classifica dei libri del Corriere della Sera. Dopo la terza edizione non è stato più ripubblicato fino al 2015.

## Trama
Ambientato nella Roma del 1683, durante un periodo denso di avvenimenti: la peste incombe sull'Europa, i Turchi assediano Vienna, Luigi XIV domina la scena politica, papa Innocenzo XI che tenta di moralizzare la città di Roma ed i romani, la famiglia Odescalchi (del papa stesso) che presta denaro ad usura agli Olandesi e Guglielmo d'Orange, principe dei Paesi Bassi, protestante, che muove guerra al papa. Nel romanzo sono presenti personaggi storici come l'abate Atto Melani e Nicolas Fouquet.
Il romanzo è il primo di una serie composta da sette thriller storici, ognuno il seguito dell'altro. I titoli dei romanzi compongono una frase latina che racchiude in sé il senso dell'intera saga: IMPRIMATUR SECRETUM VERITAS MYSTERIUM DISSIMULATIO UNICUM OPUS ("Si pubblichino tutti i segreti del mondo, ma la verità è sempre un mistero. Unica impresa, la dissimulazione").

## La questione del boicottaggio
Poco dopo la pubblicazione del libro, edito da Mondadori, gli autori denunciarono un boicottaggio dalle case editrici italiane le quali, su presunta pressione del Vaticano, che non avrebbe gradito la pubblicazione di fatti storici riguardanti le trame di papa Innocenzo XI, ne evitarono la ri-pubblicazione nonostante il successo conseguito.
Nell'aprile 2008 è uscito in Italia il saggio-inchiesta Il caso Imprimatur di Simone Berni che analizza il romanzo nel suo background, ne studia le linee narrative essenziali e investiga sui motivi del presunto boicottaggio in Italia e in altri paesi a maggioranza cattolica.
Il libro è stato pubblicato in italiano dall'editore olandese De Bezige Bij. Nel settembre 2015 il libro è stato nuovamente pubblicato in Italia dalla casa editrice Baldini&Castoldi.